# 1,40m
1,40m ist ein Lied des deutschen Rappers Prinz Pi, in Kooperation mit dem deutschen Popsänger Philipp Dittberner. Das Stück erschien am 8. Januar 2016 als vierte Singleauskopplung seines 13. Studioalbums Im Westen nix Neues.

## Entstehung

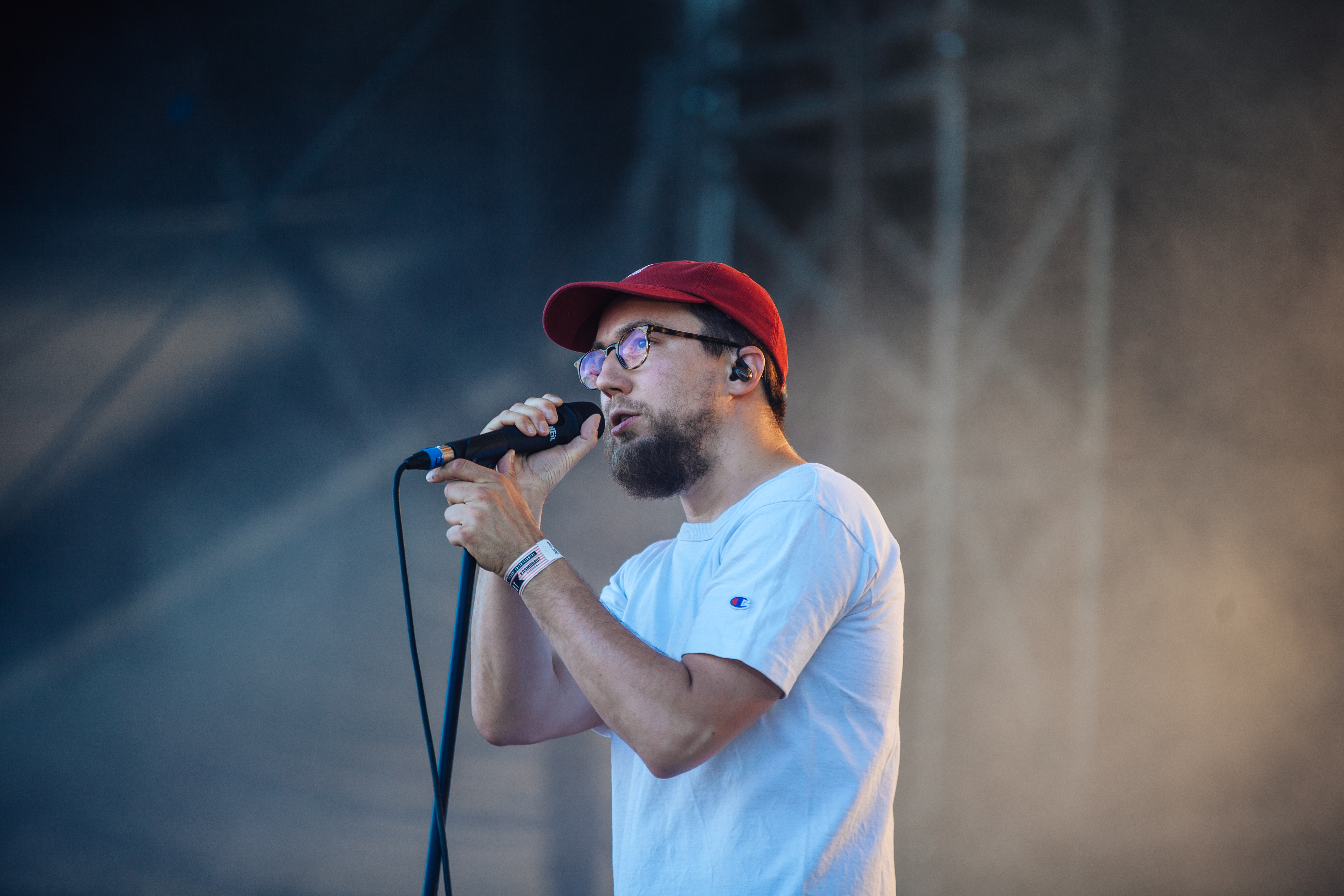
Prinz Pi

Geschrieben wurde das Lied von Benjamin Bistram (Biztram), Philipp Dittberner und Friedrich Kautz (Prinz Pi). An der Komposition beteiligte sich auch der Songwriter Duncan Townsend. Das Lied wurde von Biztram produziert, der schon vorher mit Prinz Pi zusammengearbeitet hatte.
Die Hauptrolle des Musikvideos wird von Laura Berlin gespielt.

## Veröffentlichung
Die Single wurde am 8. Januar 2016 über das Berliner Independent-Label Keine Liebe Records veröffentlicht und wird über Groove Attack vertrieben. Es ist die vierte und letzte Singleauskopplung des Albums Im Westen nix Neues, welches kurz darauf am 5. Februar 2016 erschien. Das Musikvideo wurde zuvor am 7. Januar 2016 auf YouTube bereitgestellt.

## Inhalt
Der Liedtext zu 1,40m ist in deutscher Sprache verfasst. Musikalisch bewegt sich das Lied im Bereich des Raps und der Popmusik. Der Titel des Liedes steht für die Breite einer Matratze. Diese ist eine Metapher für eine Beziehung, und das auf einer solchen begrenzten Enge kein Platz für Streit sei. Sinnbildlich steht es also dafür, fast scheiternde Beziehungen zu retten und darum zu kämpfen.

## Kritiken
1,40m erhielt gemischte Kritiken. Marcel Menne von Plattentests.de bewertete das Lied eher negativ:

„Dramatische Synthies wechseln sich mit dem typisch-melancholischen Sprechgesang des Prinzen ab, und ob ein 1,40 m breites Bett tatsächlich die beste Metapher für jugendliche Intimität ist, darf durchaus bezweifelt werden. Dass gerade die Mädchen aus unserer Mittel- und Oberstufe dies in Kombination mit dem nicht minder kitschigen Video toll finden, verwundert zwar nicht, aber von Friedrich durfte man mehr als so eine billige Gefühlshascherei erwarten.“

Benjamin Weber von 1Live bezeichnete den Song als für Prinz Pi „ungewohnt leise“. Maike Brülls von der Hannoverschen Allgemeinen Zeitung schrieb im Rahmen der Albumrezension zu Im Westen nix neues, dass die Melodie von 1,40m aus „balladigen, fast schon kitschigem Piano“ bestünde.